# Cerco de Belgrado (1690)
O cerco de Belgrado em 1690 foi o quinto cerco naquela cidade, que ocorreu durante a Grande Guerra Turca.
Belgrado foi conquistada pelos austríacos sob o comando do eleitor da Baviera, Maximiliano II Emanuel, em 6 de setembro de 1688, após um Cerco de Cinco Semanas. Apenas 20 dias depois, o rei Luís XIV da França invadiu a Renânia, dando início à Guerra dos Nove Anos. Essa invasão fez com que o Imperador interrompesse todas as ofensivas nos Bálcãs e redirecionasse a maior parte de seu exército no leste, em direção ao Reno. Esse desvio permitiu que os otomanos, sob o comando do grão-vizir Köprülü Fazıl Mustafa Pasha, reagrupassem seu exército e retomassem a iniciativa. Em 1690, os otomanos recapturaram Niš e em 2 de outubro chegaram a Belgrado.
O cerco durou apenas seis dias, pois os austríacos foram forçados a se render quando seu principal depósito de pólvora foi atingido por um projétil turco e explodiu. Belgrado foi então capturada pelos otomanos.
Em 1693, as forças Habsburgos tentaram capturar a cidade novamente, mas falharam. Os turcos manteriam a cidade até que os austríacos a retomassem no cerco de 1717.